# シャフカッツ・ラヒモフ
シャフカッツ・ラヒモフ（Shavkat Rakhimov、ロシア語: Шавкатджон Шокирович Рахимов、1994年8月14日 - ）はタジキスタンのプロボクサー。
ハトロン州クルガン・テッパ出身。元IBF世界スーパーフェザー級王者。

## 来歴
RCC・ボクシング・プロモーションズと契約を交わしてプロに転向。2015年12月6日、スーパーライト級でプロデビューし、2回TKO勝ち。
2016年11月18日、エカテリンブルクのDIVSにてWBOインターコンチネンタルスーパーフェザー級ユース王座決定戦をジェリー・カストロベルデと行い、4回終了時にカストロベルデが棄権した為王座を獲得した。
2016年12月17日、エカテリンブルクのエカテリンブルク・エクスポにてロルダン・アルデアと対戦し、2回KO勝ちを収めWBOインターコンチネンタルユース王座の初防衛に成功した。
2017年2月18日、チェリャビンスクのトラクトル・スポート・パレスにてWBAアジアスーパーフェザー級王座決定戦をロゲリオ・ジュン・ドリゲスと行い、5回TKO勝ちを収めて王座を獲得した。
2017年6月20日、同年9月9日にチェリャビンスクのトラクトル・スポート・パレスにてアレックス・サウセドと空位のIBO世界スーパーフェザー級王座への挑戦者決定戦を行うと発表したが、同年8月5日に同級王者のマルコム・クラッセンが一度も防衛しなかったことを理由に王座を剥奪されて空位になったため、同級挑戦者決定戦を王座決定戦に変更して行われることになった。当初対戦予定だったサウセドがビザが取得出来ず入国が難しくなった為、元WBA世界スーパーフェザー級暫定王者のエマヌエル・ロペスに変更された。
2017年9月9日、トラクトル・スポート・パレスにてエマヌエル・ロペスとIBO世界スーパーフェザー級王座決定戦を行い、12回3-0（118-110、116-112×2）の判定勝ちを収めタジキスタンのボクサーで初となるIBO王座を獲得した。
2018年2月10日、エカテリンブルクのDIVSにて元IBF世界スーパーフェザー級王者で前IBO世界スーパーフェザー級王者のマルコム・クラッセンと対戦し、8回1分31秒TKO勝ちを収め初防衛に成功した。
2018年8月19日、エカテリンブルクのDIVSにてWBC世界スーパーフェザー級6位のロビンソン・カステジャノスと対戦し、2回1分36秒TKO勝ちを収め2度目の防衛に成功した。
2019年3月23日、エカテリンブルクのRCC・ボクシング・アカデミーにて元WBAパンアフリカンフェザー級王者のロフィワ・マエムと対戦し、マエムが4回終了時に棄権したため、3度目の防衛に成功した。
2019年9月29日、イースト・ロンドンのオリエンタル・シアターでIBF世界スーパーフェザー級4位のアジンガ・フジレとIBF世界スーパーフェザー級挑戦者決定戦を行い、8回2分26秒TKO勝ちを収めテヴィン・ファーマーへの指名挑戦権を獲得した。しかし試合から4日後に、試合のインターバル中にラヒモフに使われた鼻の吸引薬が、ラヒモフ陣営が宿泊していた部屋から見つかりドーピングの可能性があるとしてフジレ側から抗議を受け、しばらく指名挑戦権はIBFの調停委員会の預かりとなっていたが、吸引薬にドーピング要素がない事が分かったことで2020年2月11日にIBFはラヒモフに指名挑戦権を付与する決定を下した上で、2020年7月30日までに指名試合を行うこととし、4位に据え置きとなったフジレに対しては、ラヒモフとIBF王者との試合の勝者との対戦を2021年4月30日までに行うように明文化した。
2020年5月28日、IBFよりIBF世界スーパーフェザー級王者ジョセフ・ディアスとの指名試合を発令された。
2021年2月13日、カリフォルニア州インディオのファンタジー・スプリングス・カジノでIBF世界スーパーフェザー級王者ジョセフ・ディアスと対戦する予定だったが、ディアスが試合前日12日に行われた計量において、スーパーフェザー級の規定体重である130ポンドを3.6ポンド（1.63kg）体重超過する133.6ポンドを計測して計量失格となった為、ディアスは王座を剥奪され、ラヒモフが勝利した場合のみ王座を獲得できる変則条件で試合を行うが、12回判定引き分けとなったため王座は空位となった。尚、この試合でラヒモフは10万ドル（約1050万円）、ディアスは50万ドル（約5200万円）のファイトマネーを稼ぐが、ディアスはファイトマネーの20％にあたる10万ドルを体重超過の罰金として没収された。
2021年8月11日、9日後の20日にアラブ首長国連邦のドバイで尾川堅一とIBF世界スーパーフェザー級王座決定戦を行う予定だったが、ラヒモフが怪我をしたために延期になったことが発表された。
2022年10月5日、1カ月後の11月5日に対戦予定だったIBF世界スーパーフェザー級王者のジョー・コルディナが手を負傷して試合を行えなくなったため王座を剥奪されたことが発表され、急遽ゼルファ・バーレットとの対戦が組まれた。
2022年11月5日、ドバイのエティハド・アリーナにてディミトリー・ビボルvsヒルベルト・ラミレスの前座でジョー・コルディナの王座剥奪に伴い空位となったIBF世界スーパーフェザー級王座決定戦をIBF同級2位のゼルファ・バーレットと行ない、9回2分35秒TKO勝ちを収め2度目の挑戦で王座獲得に成功した。
2023年4月22日、カーディフのカーディフ・インターナショナル・アリーナで前IBF世界スーパーフェザー級王者で同級3位のジョー・コルディナと初防衛戦を行うも、12回1-2（112-115、113-114、116-111）の判定負けとなり王座から陥落した。
2024年2月16日、ドゥシャンベでIBF世界スーパーフェザー級4位のエドゥアルド・ヌニェスとIBF世界スーパーフェザー級挑戦者決定戦を行うも、11回TKO負けを喫し2連敗となりジョー・コルディナとの挑戦権を獲得できなかった。

## 戦績
- プロボクシング：21戦 17勝 (14KO) 3敗 1分

| 戦           | 日付           | 勝敗 | 時間     | 内容    | 対戦相手                     | 国籍             | 備考                                                        |
| ------------ | -------------- | ---- | -------- | ------- | ---------------------------- | ---------------- | ----------------------------------------------------------- |
| 1            | 2015年12月6日  | ☆    | 2R 2:32  | TKO     | ヴィシタ・ガイラベコフ       | ロシア           | プロデビュー戦                                              |
| 2            | 2015年12月17日 | ☆    | 1R 2:47  | TKO     | セルゲイ・ドヤンチェコフ     | ロシア           |                                                             |
| 3            | 2016年2月27日  | ☆    | 4R       | 判定3-0 | ミルズハン・ザキリコフ       | カザフスタン     |                                                             |
| 4            | 2016年4月1日   | ☆    | 6R       | 判定3-0 | ムサイブ・アサドフ           | ロシア           |                                                             |
| 5            | 2016年5月6日   | ☆    | 2R 0:42  | KO      | アレクサンダー・サルティコフ | ロシア           |                                                             |
| 6            | 2016年9月9日   | ☆    | 2R 0:53  | TKO     | ファーホド・オリポフ         | ウズベキスタン   |                                                             |
| 7            | 2016年11月18日 | ☆    | 4R 終了  | TKO     | ジェリー・カストロベルデ     | フィリピン       | WBOインターコンチネンタルスーパーフェザー級ユース王座決定戦 |
| 8            | 2016年12月17日 | ☆    | 2R 0:53  | KO      | ロルダン・アルデア           | フィリピン       | WBOインターコンチネンタルユース防衛1                        |
| 9            | 2017年2月18日  | ☆    | 1R 2:19  | TKO     | ロゲリオ・ジュン・ドリゲス   | フィリピン       | WBAアジアスーパーフェザー級王座決定戦                       |
| 10           | 2017年5月5日   | ☆    | 6R 1:17  | TKO     | ジミー・パイパ               | フィリピン       |                                                             |
| 11           | 2017年9月9日   | ☆    | 12R      | 判定3-0 | エマヌエル・ロペス           | メキシコ         | IBO世界スーパーフェザー級王座決定戦                         |
| 12           | 2018年2月10日  | ☆    | 8R 1:31  | TKO     | マルコム・クラッセン         | 南アフリカ共和国 | IBO防衛1                                                    |
| 13           | 2018年8月29日  | ☆    | 2R 1:39  | TKO     | ロビンソン・カステジャノス   | メキシコ         | IBO防衛2                                                    |
| 14           | 2019年3月23日  | ☆    | 4R 終了  | TKO     | ロフィワ・マエム             | 南アフリカ共和国 | IBO防衛3                                                    |
| 15           | 2019年9月29日  | ☆    | 8R 2:26  | TKO     | アジンガ・フジレ             | 南アフリカ共和国 | IBF世界スーパーフェザー級挑戦者決定戦                       |
| 16           | 2021年2月13日  | △    | 12R      | 判定0-1 | ジョセフ・ディアス           | アメリカ合衆国   | IBF世界スーパーフェザー級タイトルマッチ                     |
| 17           | 2021年12月11日 | ☆    | 2R 終了  | TKO     | サルドル・ムザファロフ       | ウズベキスタン   |                                                             |
| 18           | 2022年11月5日  | ☆    | 9R 2:35  | TKO     | ゼルファ・バーレット         | イギリス         | IBF世界スーパーフェザー級王座決定戦                         |
| 19           | 2023年4月22日  | ★    | 12R      | 判定1-2 | ジョー・コルディナ           | イギリス         | IBF王座陥落                                                 |
| 20           | 2024年2月16日  | ★    | 11R 0:16 | TKO     | エドゥアルド・ヌニェス       | メキシコ         | IBF世界スーパーフェザー級挑戦者決定戦                       |
| 21           | 2025年2月8日   | ★    | 8R 1:53  | TKO     | ジャスティン・ポールド       | アメリカ合衆国   |                                                             |
| テンプレート |                |      |          |         |                              |                  |                                                             |

## 獲得タイトル
- WBOインターコンチネンタルスーパーフェザー級ユース王座
- WBAアジアスーパーフェザー級王座
- IBO世界スーパーフェザー級王座
- IBF世界スーパーフェザー級王座（防衛0）